# زبان اشاره بریتانیایی، استرالیایی و نیوزیلندی
زبان اشاره بریتانیایی، استرالیایی و نیوزیلندی یا زابان، زبانی است که زبان‌های اشاره بریتانیایی (BSL)، استرالیایی و نیوزیلندی (NZSL) را می‌توان گویش آن دانست. این سه زبان به دلیل استفاده از دستور زبان و الفبای دستی یکسان و همچنین درجه بالای همپوشانی واژگان، ممکن است از نظر فنی گویش‌های یک زبان واحد (زابان) تلقی شوند.
زبان اشاره آمریکایی و زابان دو زبان اشاره غیرمرتبط هستند. با این وجود هنوز همپوشانی قابل توجهی در واژگان این دو وجود دارد که احتمالاً بیشتر به دلیل وام‌گیری نسبتاً اخیر واژگان از طرف اشاره‌کنندگان هر سه گویش زابان است.